# Cythrereis vineyardensis
Cythrereis vineyardensis är en kräftdjursart. Cythrereis vineyardensis ingår i släktet Cythrereis och familjen Cytheridae. Inga underarter finns listade i Catalogue of Life.